# Pterotrachea minuta
Pterotrachea minuta är en snäckart. Pterotrachea minuta ingår i släktet Pterotrachea och familjen Pterotracheidae. Inga underarter finns listade i Catalogue of Life.